# Marignana
Marignana (in corso Marignana) è un comune francese di 105 abitanti situato nel dipartimento della Corsica del Sud nella regione della Corsica.

## Società

### Evoluzione demografica
Abitanti censiti